# Видрижи
Ви́дрижи (латыш. Vidriži) — населённый пункт в Лимбажском крае Латвии. Входит в состав Видрижской волости. Находится у автодороги P9 (Рагана — Лимбажи). Расстояние до города Лимбажи составляет около 23 км. По данным на 2017 год, в населённом пункте проживало 300 человек. Есть спортивно-культурный центр, почтовое отделение, скорая помощь, аптека, начальная школа, гостевые дома, библиотека, два магазина.

## История
Впервые упоминается в тексте хроники Генриха Латвийского о событиях 1225 года, когда здесь проповедовал посланник папы римского Вильгельм Моденский. В 1277 году рижский архиепископ Иоганн I Лунен сдал Видрижи в аренду своей сестре Иоганне де Люне. 
В селе располагалось поместье Видрижи, долгое время (1726—1920 гг.) принадлежала роду Будбергов. Ныне главный дом поместья занимает школа, сохранилась часть усадебных построек. Часовня является памятником архитектуры республиканского значения, фасады усадебного дома являются памятниками искусства.
В советское время населённый пункт был центром Видрижского сельсовета Лимбажского района. В селе располагалась центральная усадьба колхоза им. Л. Паэгле.